# Архиепископская капелла (Равенна)
Архиепископская капелла (итал. Cappella Arcivescovile) — домовая церковь равенских епископов, построенная в конце V — начале VI веков в период правления Теодориха при епископе Петре II. Капелла посвящена апостолу Андрею Первозванному. В 1996 году капелла в составе раннехристианских памятников Равенны была включена в число объектов Всемирного наследия.

## Архитектура
Капелла построена в форме греческого креста, восточный конец которого завершается апсидой. Вход в капеллу предваряется небольшим прямоугольным нартексом с бочарными сводами. В 1914 году капелла была отреставрирована, в том числе был переделан вход, украшенный люнетой с мозаикой.

## Внутреннее убранство
Свод нартекса украшен мозаичными белыми лилиями, розами и 99-ю разноцветными птицами, некоторые из которых являются представителями местной фауны. На стенах помещены двадцать гекзаметров на латыни (первый, «царствуй свободно, о Свете, рождённый тут или тут заточённый»).
Люнет над входом в основное пространство капеллы украшен мозаикой, изображающей молодого безбородого Христа в облике воина. Он одет в римские доспехи, с наброшенным поверх них голубым плащом с булавкой. В правой руке помещён крест, в левой книгу с латинской надписью «Ego sum via, veritaset, vita». Лик Христа обрамлён кресчатым нимбом, а ноги попирают льва и аспида. Композиция основана на строках 90 псалма: «да не преткнешься о камень ногою твоею; на аспида и василиска наступишь; попирать будешь льва и дракона» (Пс. 90:12-13).
Академик Лазарев В. Н. пишет об этом образе Христа: «по своему композиционному типу он несомненно восходит к позднеантичным изображениям императоров-победителей, лишний раз свидетельствуя о том, насколько сильным было воздействие триумфальной тематики на равеннское искусство».

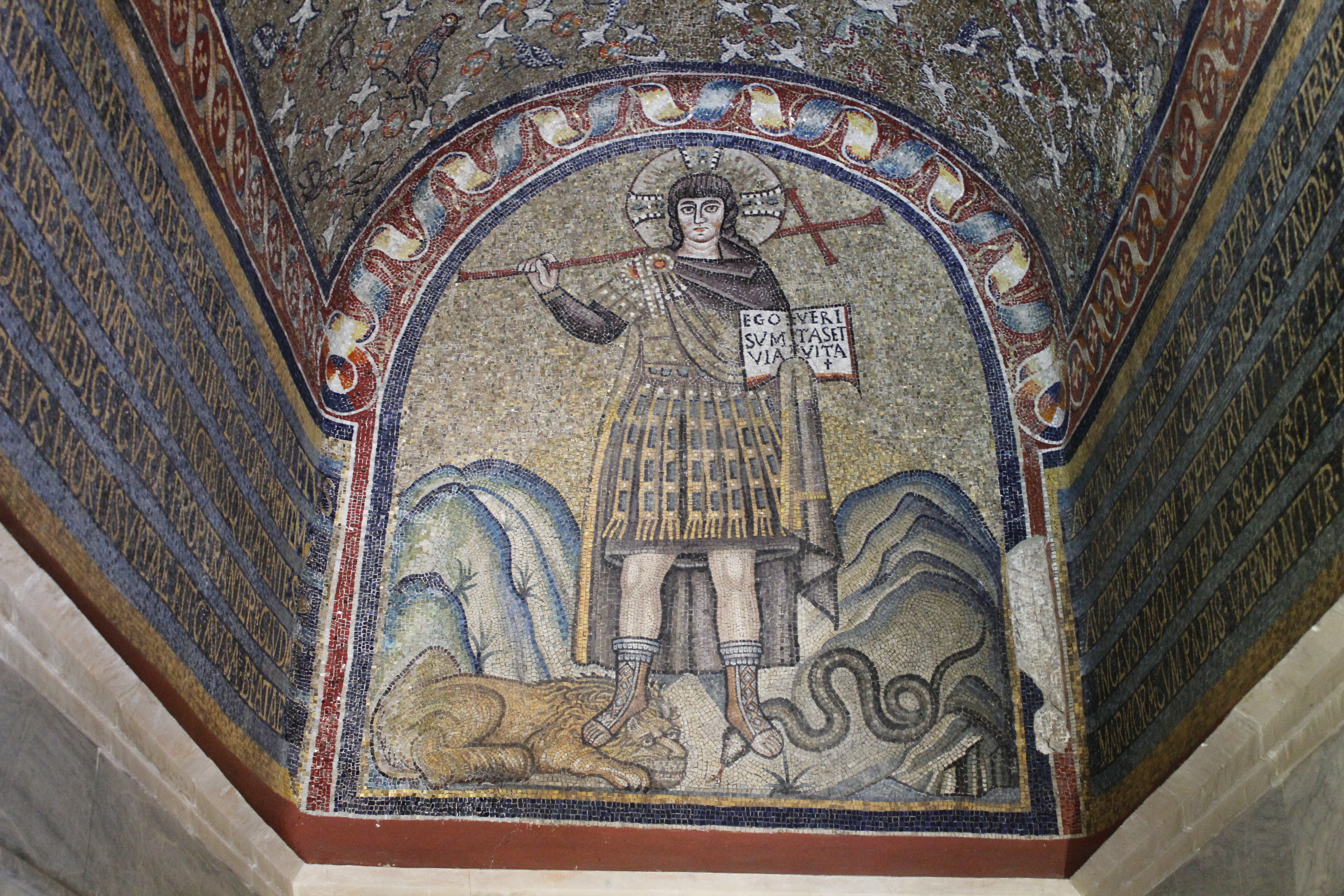
Христос-воин (мозаика люнета нартекса)
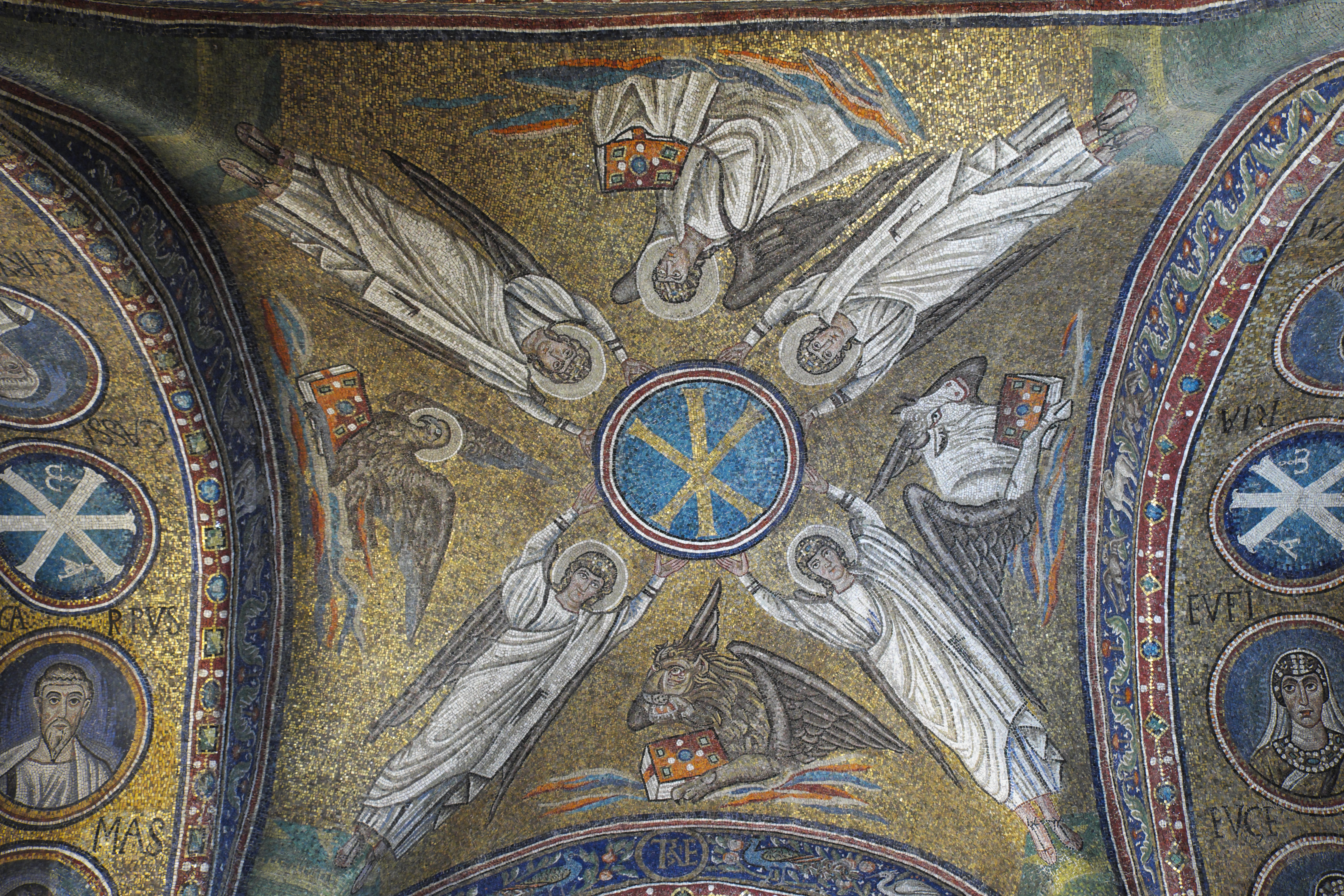
Ангелы возносят монограмму Христа (мозаика свода)
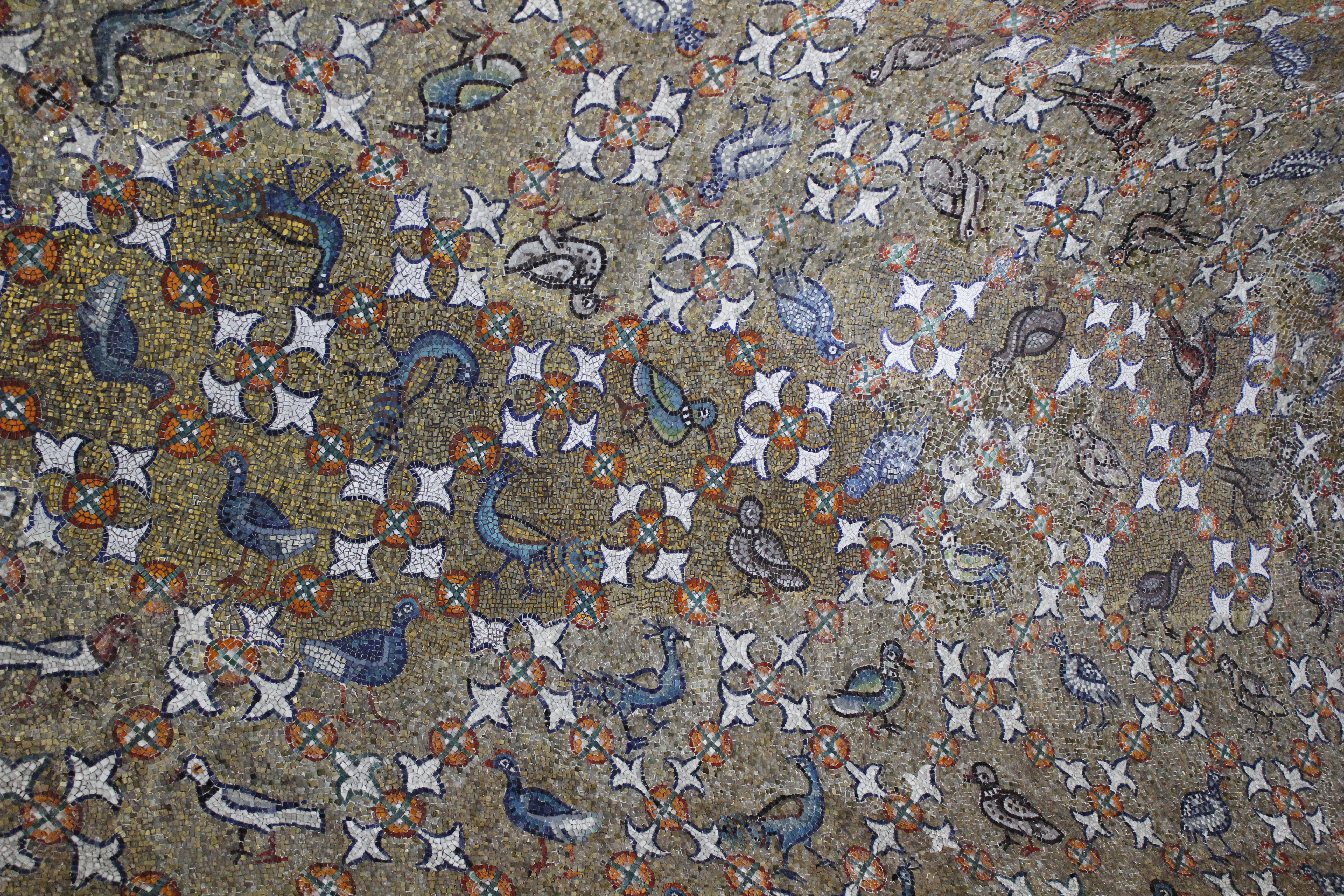
Мозаика свода нартекса

Апсида капеллы расписана темперной краской, главным изображением является крест на фоне звёздного неба. Крестовой свод украшен мозаичной монограммой Христа, которую возносят четыре ангела, между которыми помещены символы евангелистов. На распалубках свода помещены медальоны с несколькими мозаичными изображениями Христа, двенадцати апостолов и ряда святых. Академик Лазарев В. Н. отмечает их ярко выраженную индивидуальность лиц. Часто повторение изображений Христа объясняется желанием заказчика капеллы подчеркнуть установленную Никейским собором единосущную Богу Отцу божественную природу Иисуса, которую отрицали владевшие городом готы-ариане.
В капелле хранится драгоценный серебряный крест равенского архиепископа Агнеллуса, украшенный сорока чеканными медальонами (четыре медальона выполнены в VI веке, остальные — XVI век).